# Viscositat
La viscositat d'un fluid representa la resistència que presenta aquest a fluir. La viscositat és una propietat de tots els fluids, tant líquids com gasos, si bé en els últims el seu efecte és gairebé inexistent. Per exemple l'aigua té molt baixa viscositat, ja que si per exemple la tirem sobre una taula, a l'instant s'escampa. En canvi la llet condensada té molta viscositat, ja que quan la tirem sobre la taula se sol concentrar i no tendeix a fluir gaire.
Físicament es pot definir com el coeficient de proporcionalitat entre l'esforç tangencial i el gradient de velocitats:
{\displaystyle \mu ={\frac {\tau }{\,du/\,dy}}}
Alguns fluids sotmesos a condicions extremes, deixen de ser viscosos i llavors es diu que presenten superfluïdesa. Aquest fluids sense viscositat se'ls anomena ideals, i no posseeixen capacitat de transmetre el moviment d'una capa de fluid a una altra. Cal dir que de fluids ideals no n'existeixen però si que en alguns casos es pot aproximar a la realitat per tal de facilitar els càlculs.
La temperatura i la pressió són les magnituds que determinen si es pot aproximar un fluid a l'ideal, ja que la viscositat és funció d'aquestes dues. Tanmateix, és molt més sensible a la temperatura, essent gairebé negligible l'efecte de la pressió. L'efecte de la temperatura és ben diferent entre líquids i gasos. Als primers la viscositat disminueix amb la temperatura, mentre als segons aquesta augmenta.
Les unitats pròpies de la viscositat són:
- Sistema Internacional: 1 pascal per segon = 1 m–1·kg·s–1
- Sistema CGS: 1 poise = 1 g/cm·seg
- Sistema anglosaxó: lbfseg/ft; slug/ft·seg

Com que la viscositat és la propietat més característica dels fluids aquestos s'acostumen a classificar amb relació a aquest paràmetre. Segons el comportament viscós poden ser: fluids ideals, fluids newtonians (o no), plàstics lineals...

## Viscositat dinàmica
El símbol habitual de la viscositat dinàmica és la lletra grega μ tot i que el símbol η és utilitzat pels químics i és el recomanat per la IUPAC. La seva unitat del SI és el pascal-segon (Pa·s), que és el mateix que kg·m−1·s−1.
Al sistema CGS la unitat és el poise (P)
1 P = 1 g·cm−1·s−1.
La relació entre el poise i el pascal-segon és:
10 P = 1 kg·m−1·s−1 = 1 Pa·s,
1 cP = 0.001 Pa·s = 1 mPa·s.

## Viscositat cinemàtica
La viscositat cinemàtica es representa amb la lletra grega ν. No posseeix cap significat físic però a vegades resulta útil per a simplificar expressions. Ve representat pel quocient de la viscositat i la densitat:
{\displaystyle \nu ={\frac {\mu }{\rho }}}
on μ és la viscositat dinàmica (Pa·s), ρ és la densitat (kg/m³), i ν és la viscositat cinemàtica (m²/s).
i les seues unitats són:
- Sistema Internacional: 1 m²/seg = 104 stoke
- Sistema CGS: 1 stoke = 1 cm²/seg
- Sistema Anglosaxó: ft²/seg

Per exemple al nombre de Reynolds es pot utilitzar, de manera que facilitarà la feina en haver de cercar només una propietat en lloc de dues (viscositat i densitat).

## Viscositat de turbulència
En l'estudi de la turbulència en fluids, una estratègia pràctica comuna per al càlcul és ignorar els vòrtex de petita escala del moviment i calcular el moviment a gran escala amb una viscositat de turbulència que caracteritza el transport i la dissipació d'energia en fluxos a petita escala. Els valors de la viscositat de turbulència que s'usen en models de circulació oceànica peden anar de 5×104 fins a 10⁶ Pa·s depenent de la resolució de la graella numèrica.

## Fluïdesa
La fluïdesa d'un fluid és el contrari de la viscositat, reflecteix la facilitat que presenta aquest a fluir. La fluïdesa és una propietat de tots els fluids, tant líquids com gasos, si bé en els últims el seu efecte és difícil d'apreciar. Per exemple l'aigua té molta fluïdesa, ja que si per exemple la tirem sobre una taula, a l'instant s'escampa. En canvi la mel té molt poca fluïdesa, ja que quan la tirem sobre la taula se sol concentrar i no tendeix a fluir massa.